# معركة أركول
كانت معركة أركول أو معركة أركولا (15 – 17 نوفمبر عام 1796) قتال نشب بين القوات الفرنسية والنمساوية على بعد 25 كيلومتر (16 ميل) جنوب شرق فيرونا أثناء حرب التحالف الأول، وهي جزء من الحروب الثورية الفرنسية. شهدت المعركة مناورة جريئة قام بها الجيش الفرنسي على الحدود الإيطالية بقيادة نابليون بونابرت لتطويق الجيش النمساوي بقيادة جوزيف ألفينزي وقطع خط التراجع. أثبت النصر الفرنسي أنه حدث مهم للغاية خلال المحاولة النمساوية الثالثة لرفع حصار مانتوفا. خطط ألفينزي لتنفيذ هجوم مزدوج ضد جيش بونابرت. أمر القائد النمساوي الجنرال بول دافيدوفيتش بالتقدم جنوبًا على طول وادي نهر أديجي بفيلق واحد بينما قاد ألفينزي الجيش الرئيسي متقدمًا من الشرق. كان النمساويون يأملون في رفع حصار مانتوفا حيث حوصر داغوبيرت سيغموند فون ورمسر بحامية كبيرة. إذا رُبطت القوافل النمساوية وأُطلق سراح قوات ورمسر، فستكون التوقعات الفرنسية غير مبشرة.
سجل دافيدوفيتش انتصارا ضد كلود هنري بيلجراند دي فوبوا في كاليانو وهدد فيرونا من الشمال. في هذه الأثناء، صد ألفينزي هجومًا واحدًا من بونابرت في باسانو وتقدم تقريبًا إلى بوابات فيرونا حيث هزم هجومًا فرنسيًا ثانيًا في كالدييرو. مع ترك فرقة فوبوا المدمرة لضم دافيدوفيتش، حشد بونابرت كل رجل متاح وحاول قلب الجناح الأيسر لألفينزي عن طريق عبور أديجي. لمدة يومين هاجم الفرنسيون الموقع النمساوي المدافع بقوة في أركول دون نجاح. أجبرت هجماتهم المستمرة أخيرًا ألفينزي على الانسحاب في اليوم الثالث. في ذلك اليوم تغلب دافيدوفيتش على فوبوا، لكن بعد أن فات الأوان. سمح انتصار بونابرت في أركول بالتركيز لمواجهة دافيدوفيتش ومطاردته في وادي أديجي. بقي ألفينزي بمفرده، وهدد فيرونا مرة أخرى. لكن بدون دعم زميله، كان القائد النمساوي أضعف من أن يواصل الحملة وانسحب مرة أخرى. حاول ورمسر نشر قواته، لكن جهوده أتت متأخرة جدًا في الحملة ولم يكن لها أي تأثير على النتيجة. لذلك فشلت محاولة الإغاثة الثالثة

## النتيجة
- فشل النمسا في كسر الحصار.
- ساعدت معركة أركول في تثبيت الانتصار الفرنسي في إيطاليا.

كانت هذه المعارك بداية صعود نجم نابليون بونابرت كقائد عسكري عبقري.